# Carthay Circle Theater
Le Carthay Circle Theater était l'un des grands palais du cinéma d'Hollywood à son âge d'or.

## Histoire
Cette salle a ouvert en 1926 dans le secteur du Carthay Center (en) du quartier de Carthay, un espace résidentiel développé à partir de 1922 et comprenant des trottoirs, chose assez rares à l'époque. L'architecte Dwight Gibbs avait conçu une salle unique de 1518 places dans un style Mission Revival. Les décorations murales intérieures sont réalisés par les peintres Frank Tenney Johnson (en) et Alson S. Clark.
La salle a accueilli de nombreuses premières de films tels que La Vie d'Émile Zola (1937), Blanche-Neige et les Sept Nains (1937), Marie-Antoinette (1938), Autant en emporte le vent (1939), Fantasia (1940) ou Le Tour du monde en quatre-vingts jours (1957).
Durant les années 1960, la salle est considérée comme obsolète face aux multiplexes. La dernière projection est celle du film Les Souliers de Saint-Pierre (1968). La salle est alors détruite pour être transformée en un multiplexe sous le nom Todd A-O screen et une nouvelle fois dans les années 1970 pour devenir des bureaux et un jardin public.

## Répliques
Des répliques du Carthay Circle Theater sont visibles  à l'entrée du parc Disney California Adventure à Anaheim et au bout de la Mickey Avenue à Shanghai Disneyland.

## Source
- Suzanne Tarbell Cooper, Theatres in Los Angeles, Arcadia Publishing, Charleston, 2008.